# Heybelikonuk, Silvan
Heybelikonak là một xã thuộc huyện Silvan, tỉnh Diyarbakır, Thổ Nhĩ Kỳ. Dân số thời điểm năm 2008 là 260 người.